# Кущ

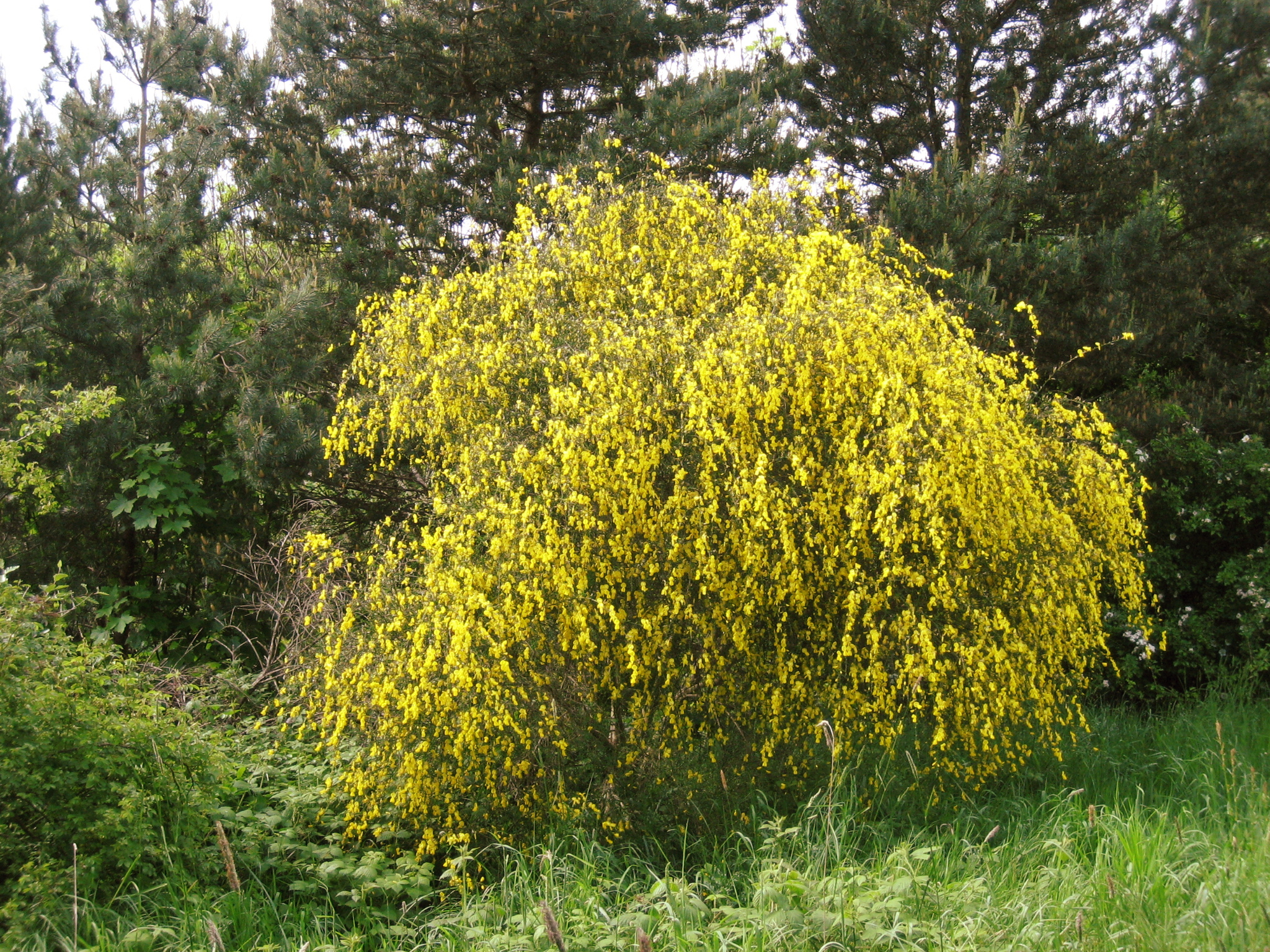
Квітучий кущ рокитника звичайного

Кущ або корч — невелика або середня за розміром багаторічна деревна рослина або життєва форма деревної рослини. На відміну від трав'янистих рослин, кущі мають стійкі дерев'янисті надземні стебла. Кущі можуть бути як вічнозеленими (наприклад, самшит), так і періодично опадати (наприклад, шипшина).
Вони відрізняються від дерев за кількістю стебел і меншою висотою, до 6—10 м. Невеликі кущі, до 2 метрів заввишки, іноді називаються напівкущами. У багатьох ботанічних групах є види, які є кущами, а інші — деревами та трав'янистими рослинами.

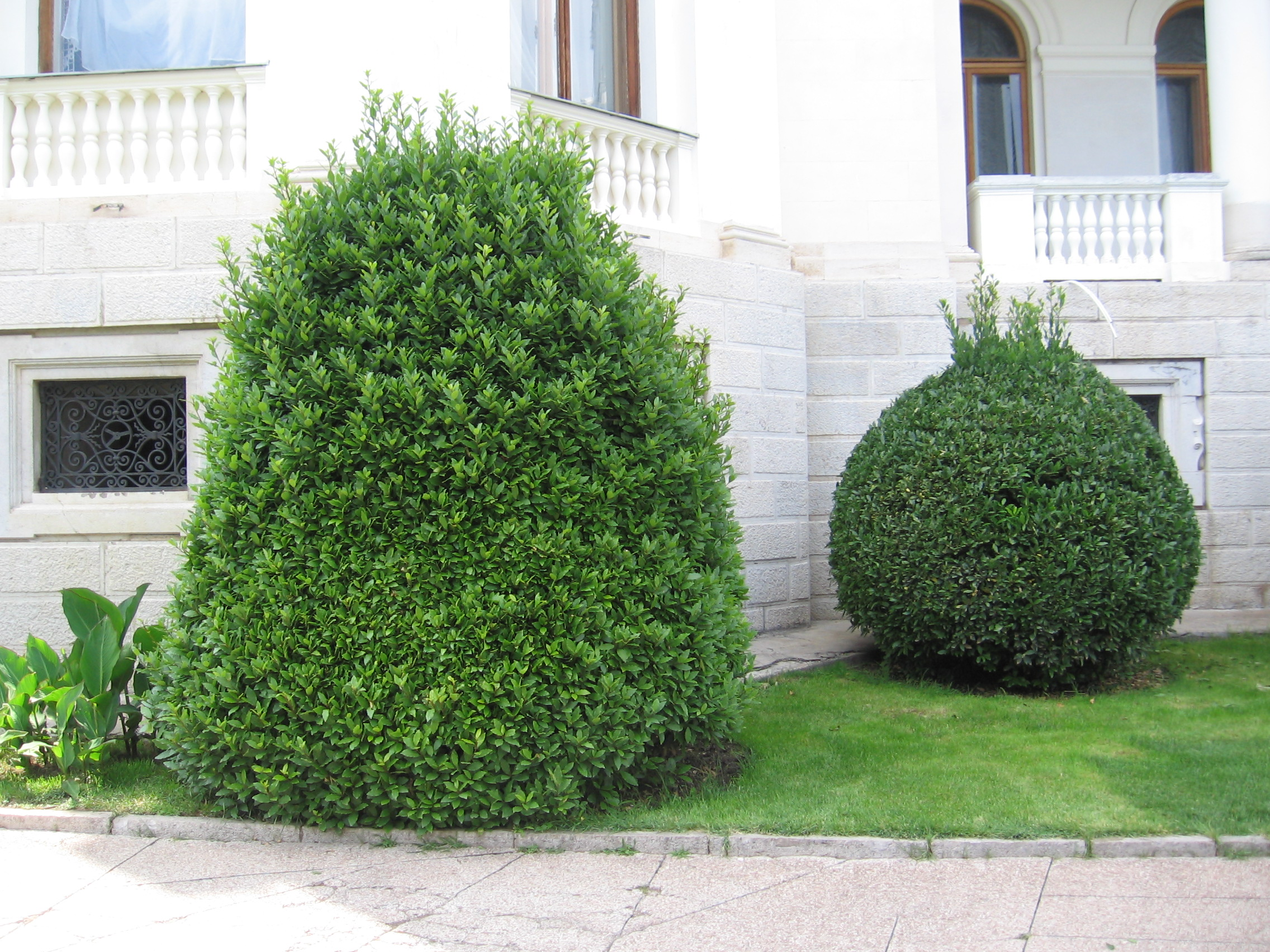
Кущ сформований. Ялта, Крим, Україна

Чимало дерев не досягають своєї повної висоти через несприятливі, неідеальні умови зростання і нагадують кущові рослини, в той час як інші ж представники того ж виду мають потенціал вирости вищими, за ідеальних умов. За тривалістю життя більшість кущів є багаторічними. Деякі живуть лише близько п'яти років у хороших умовах. Інші, зазвичай більші та більш дерев'янисті, живуть понад 70 років.
Зарості багаторічних кущів звуться кущами або чагарниками. Природний ландшафт, сформований здебільшого рослинами у формі кущів, також називають чагарником. У світі існує багато різних типів чагарникових ландшафтів, зокрема фінбош, маквіс, чагарниковий степ, чагарникове болото та вересовик.
Існує багато садових сортів кущів, виведених для цвітіння, наприклад, рододендрони, а іноді навіть за кольором або формою листя. До популярних видів садових декоративних кущів можна віднести бузок, гібіск, барбарис, магнолію, гортензію, ялівець та сосну гірську.

## Тип ландшафту

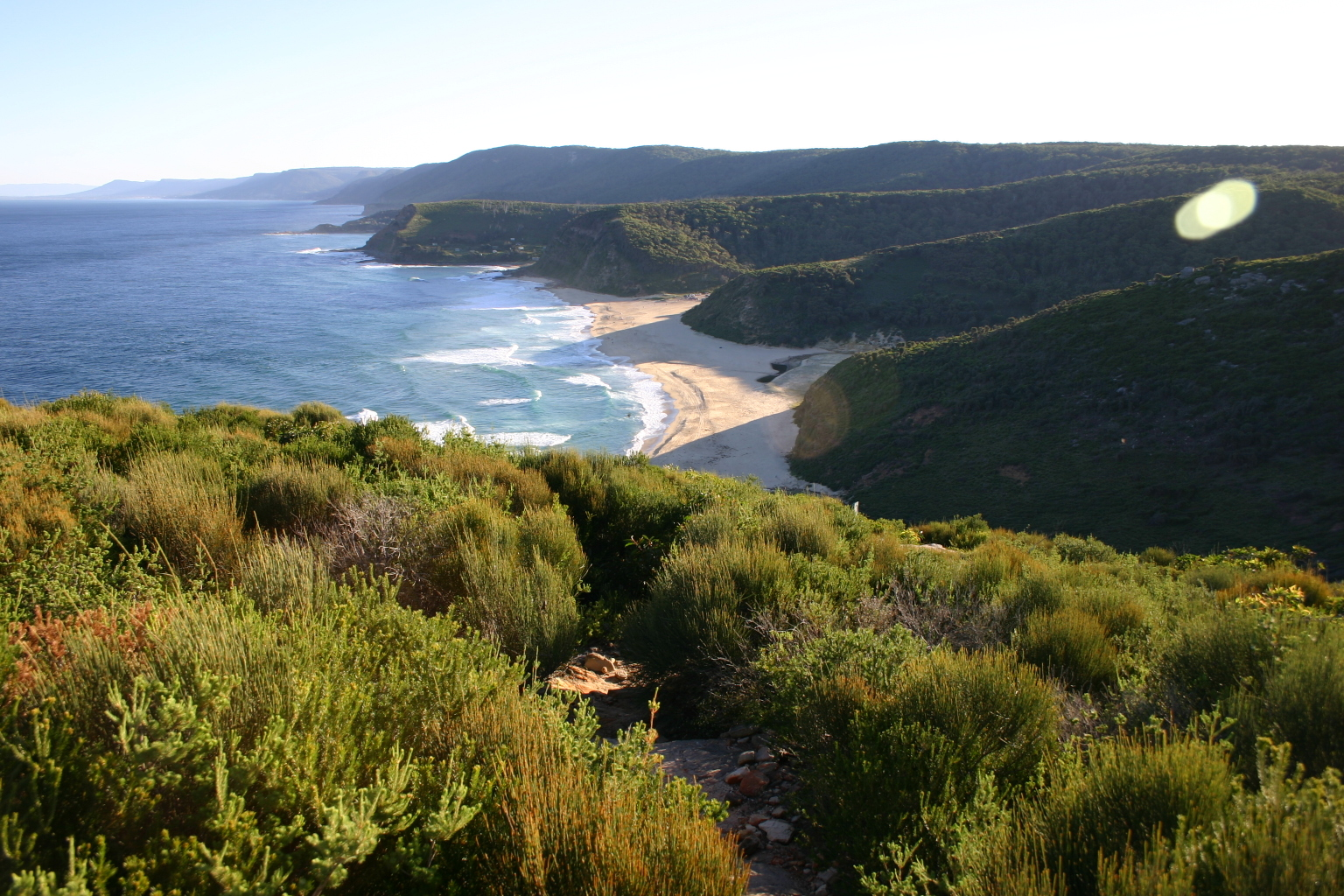
Типовий чагарниковий ландшафт (heath) на узбережжі Нового Південного Уельсу, Австралія

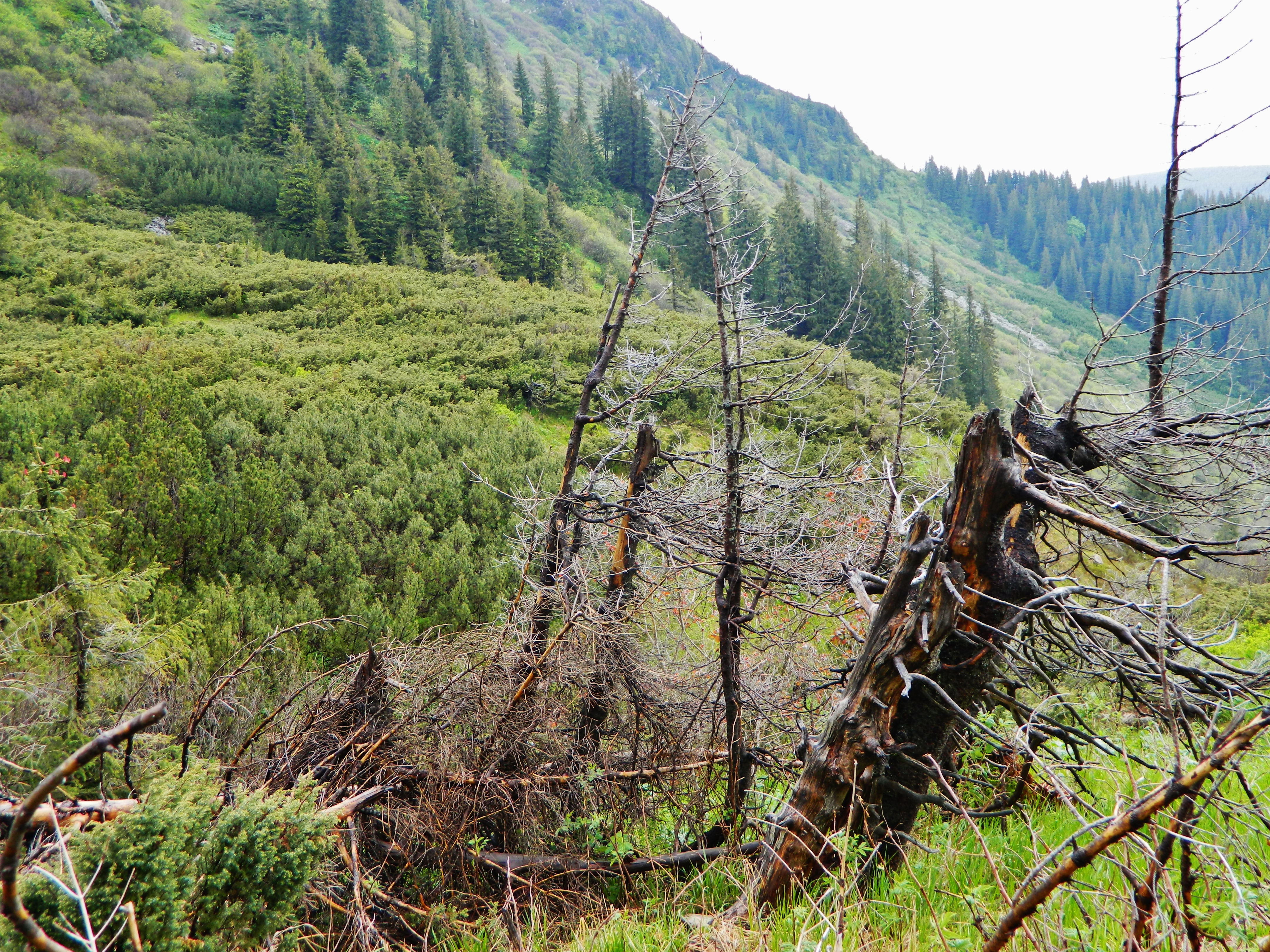
Криволісся та зарості чагарників ялівцю сибірського на верхній межі лісу в Чорногорі

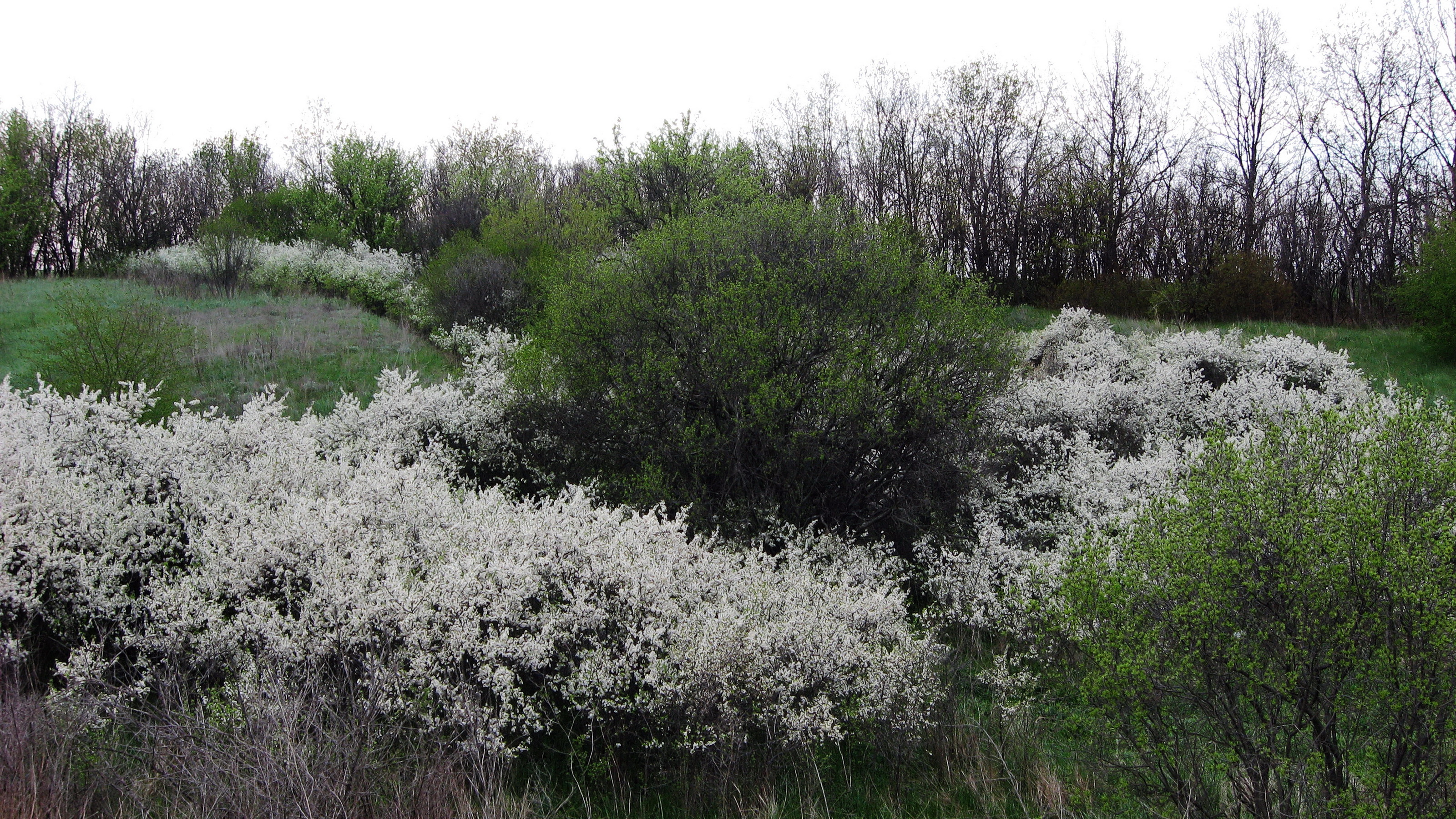
Степова балка. Терновник

Чагарники як ландшафт бувають як перехідними угрупованнями в сукцесійних рядах (наприклад, між трав'янистою лукою та лісом), так і сталим (клімактеричним) ландшафтом. В останньому випадку такі ландшафти характерні для географічних зон з невеликою (як порівняти з лісами) кількістю опадів та, звичайно, жарким кліматом.
Типовими чагарниковими ландшафтами, що займають великі площі, є австралійський скреб (англ. scrub) та ландшафти Казахського дрібносопочника.
В Україні природні (первинні) чагарникові угруповання поширені в субальпійському поясі Карпат, де поряд з криволіссями вони утворюють характерні зарості ялівцю сибірського та деяких інших чагарникових видів. К. А. Малиновський в типі деревно-чагарникової рослинності високогір'я Українських Карпат виділяє шість підтипів: хвойних чагарників, листяних літньозелених чагарників, листяних вічнозелених чагарників, плагіотропних літньозелених чагарничків, плагіотропних листяних вічнозелених чагарничків та ортотропних листяних літньозелених чагараничків, всього 23 корінні асоціації у межах формацій сосни гірської, ялівцю звичайного, вільхи зеленої, рододендрона східнокарпатського, чорниці, лохини, верб трав'яної і туполистої, наскельниці лежачої і дріади восьмипелюсткової.

## Використання людиною
Декілька ягідних видів (використовуючи кулінарне, а не ботанічне визначення) кущів вживаються людиною в їжу. Вони, як правило, занадто малі, щоб використовувати їх як деревину, у порівнянні з деревами. Серед тих, що використовуються, є кілька ароматичних видів, таких як лаванда і троянда, а також широкий спектр рослин, що використовуються в медицині. Чай і кава знаходяться на межі між деревами та чагарниками — однак їх зазвичай культивують розміром з чагарник.
При топіарній стрижці відповідні види або сорти кущів розвивають густе листя і багато дрібних листяних гілок, що ростуть близько одна до одної. Рослини, що використовуються в топіарі, зазвичай вічнозелені з дрібним листям або голками. Найпоширеніші види, що використовуються для топіарі, включають культивари самшиту вічнозеленого, туї, лавра благородного, падуба, мирта, тиса та бирючини.